# اندیس عبدل آباد
عبدل آباد یک اندیس فلزی است که در حوالی شهر شیر گشت استان خراسان قرار دارد و مادهٔ معدنی موجود در آن، سرب و روی است.سنگ میزبان این اندیس دولومیت سازند شتری است و دیرینگی آن به دوران تریاس می‌رسد. 